# Ordine di Sikatuna
L'Ordine di Sikatuna è un ordine cavalleresco filippino.

## Storia
L'Ordine è stato fondato il 27 febbraio 1953 dal presidente Elpidio Quirino e riordinato, come tutti gli ordini cavallereschi filippini, dal Decreto Presidenziale n°236 del 19 settembre 2003 della presidente Gloria Arroyo.

## Classi
L'Ordine consta delle seguenti classi di benemerenza:
- Gran Collare (Raja)[2], riservato a Capi di Stato stranieri in carica o precedentemente in carica;
- Cavaliere di Gran Croce (Datu) con due livelli distinti:
  - Gran Croce d'oro (Katangiang Ginto) e Gran Croce d'argento (Katangiang Pilak), riservati a un Principe della Corona, a un Vicepresidente, un Presidente del Senato, un Presidente della Camera, un Ministro della Giustizia o equivalente, un Ministro degli Esteri, un Ambasciatore o persone di pari rango;
- Grand'Ufficiale (Maringal na Lakan)
- Commendatore (Lakan)
- Ufficiale (Maginoo)
- Membro (Maharlika)

| Nastri |           |              |                 |                         |              |
| Membro | Ufficiale | Commendatore | Grand'Ufficiale | Cavaliere di Gran Croce | Gran Collare |

## Personaggi insigniti dell'Ordine
- Francesco Cossiga, Cavaliere di Gran Croce